# Tyromyces
Tyromyces là một chi nấm thuộc họ Polyporaceae. Có khoảng 30 loài thuộc chi.